# František Laurin
František Laurin (* 12. listopadu 1934, Praha) je český divadelní a filmový režisér, divadelní ředitel a vysokoškolský pedagog.

## Studium
Maturoval na gymnáziu a začal studovat na ČVUT v Praze, odkud po roce odešel na DAMU, kde studoval režii. Absolvoval v roce 1959.

## Umělecká a pedagogická kariéra
Ještě před ukončením DAMU byl v roce 1958 angažován jako režisér v Realistickém divadle Zdeňka Nejedlého, kde působil až do roku 1981. V období od listopadu 1981 do konce roku 1987 byl režisérem činohry Národního divadla v Praze. Od ledna 1988  se stal ředitelem Divadla na Vinohradech, v pořadí třináctým, avšak pouze na krátkou dobu, neboť po Listopadu 1989 byl vyhlášen na tuto funkci veřejný konkurs a Laurina vystřídala od konce května 1990 herečka Jiřina Jirásková. Od roku 1991 byl uměleckým vedoucím souboru ve Východočeském divadle v Pardubicích. Pohostinsky režíruje rovněž v dalších českých divadlech.
Od roku 1962 do začátku devadesátých let působil jako pedagog na katedře herectví DAMU, po té jako pedagog herectví působí na Pražské konzervatoři.

## Divadelní režie, výběr
- 1958 L. Holberg: Pán, který nemá nikdy čas, Realistické divadlo Z. Nejedlého
- 1961 S. Aljošin: Pevný bod, Realistické divadlo
- 1964 D. Turner: Fantastická rodina, Realistické divadlo
- 1967 Carlo Goldoni: Náměstíčko, Realistické divadlo
- 1969 Peter Ustinov: Neznámý vojín a jeho žena, Realistické divadlo
- 1972 M. Gorkij: Nepřátelé, Realistické divadlo
- 1973 Molière: Tartuffe, Realistické divadlo
- 1976 E. O´Neill: Farma pod jilmy, Realistické divadlo
- 1979 Henrik Ibsen: Halvard Solness, Realistické divadlo
- 1979 V. S. Rozov: Hnízdo tetřeva hlušce, Laterna magika
- 1982 Karel Čapek: Matka, Národní divadlo (Tylovo divadlo)
- 1983 Alois Jirásek: Lucerna, Národní divadlo
- 1987 Maxim Gorkij: Jegor Bulyčov a druzí, Národní divadlo (Nová scéna)
- 1988 Jan Kopecký: Neobyčejný svět (Svět podle Karla Čapka), Vinohradské divadlo
- 1990 Jiří Šotola, Jaroslav Vostrý: Tovaryšstvo Ježíšovo, Vinohradské divadlo
- 1991 Enid Bagnoldová: Zahrada na křídě, Vinohradské divadlo
- 1991 Jean Anouilh: Cestující bez zavazadel, Jihočeské divadlo (Otáčivé hlediště Český Krumlov), režie j. h.
- 1993 Oscar Wilde: Ideální manžel, Jihočeské divadlo (Otáčivé hlediště Český Krumlov), režie j. h.
- 1995 Georges Feydeau: Taková ženská na krku, Jihočeské divadlo (Otáčivé hlediště Český Krumlov), režie j. h.
- 2009 Emmerich Kálmán: Fialka z Montmartru, Národní divadlo moravskoslezské (Divadlo Jiřího Myrona Ostrava), režie j. h.

## Filmová režie, výběr
- 1962 Všední dny prokurátora (TV film)
- 1967 Dobrý člověk ještě žije (TV film)
- 1971 Madame Sans-Géne (TV film)
- 1978 Vondráčkovo pozdní odpoledne (TV film)
- 1981 Uličnictví pana Čabouna (TV film)
- 1985 Lyžař v parném létě (TV film)
- 1988 Český pekáč (TV film)

## Rodinné vztahy
Jeho první manželkou byla herečka Jana Kasanová.. Je manželem Ing. Věry Laurinové a otcem herečky Sabiny Laurinové.